# Vabre-Tizac

Vabre-Tizac este o comună în departamentul Aveyron din sudul Franței. În 1 ianuarie 2018 avea o populație de 393 de locuitori.